# Антоніа Сан Хуан
Антоніа Сан Хуан Фернандес (ісп. Antonia San Juan Fernández; 22 травня 1961, Лас-Пальмас-де-Гран-Канарія, Гран-Канарія, Іспанія) — іспанська акторка, кінорежисерка, сценаристка, письменниця і режисерка. Стала відомою завдяки ролі транссексуала Аградо («Радість») у фільмі Все про мою матір режисера Педро Альмодовара.

## Вибіркова фільмографія
| Рік  |   | Українська назва  | Оригінальна назва   | Роль                            |
| ---- | - | ----------------- | ------------------- | ------------------------------- |
| 1999 | ф | Все про мою матір | Todo sobre mi madre | транссексуал Аградо («Радість») |
| 2002 | ф | Кам'яний пліт     | La balsa de piedra  | міністр Енрікес                 |
| 2019 | ф | Платформа (фільм) | El hoyo             | Імогірі                         |

## Сім'я
У 2008 одружилася з актором Луїсом Мігеляем Сегі. Розлучилася у 2015 році.

## Премії
- Номінація 14-ї «Премії „Гойя“ за найкращий жіночий акторський дебют» (Все про мою матір, 1999 рік).
- Номінація «Премії „Супутник“ як найкраща акторка другого плану (комедія чи мюзикл)» (Все про мою матір, 1999 рік).
- Номінація 16-ї «Премії „Гойя“ за найкращий короткометражний фільм» (Versión Original (V. O.), 2001 рік).

та ще кілька перемог і номінацій на інших менш значущих кінофорумах.